# Neoatopsyche chilensis
Neoatopsyche chilensis är en nattsländeart som beskrevs av Schmid 1955. Neoatopsyche chilensis ingår i släktet Neoatopsyche och familjen Hydrobiosidae. Inga underarter finns listade i Catalogue of Life.